# Zdravka Ambrić
Zdravka Ambrić (* 2. März 1980 in Kirchheim  unter Teck) ist eine deutsche Opern-, Lied- und Konzertsängerin kroatischer Abstammung in der Stimmlage Mezzosopran.

## Leben
Ambrić schloss ihr Gesangsstudium an der Hochschule für Musik Würzburg bei Ingeborg Hallstein und Leandra Overmann erfolgreich mit einem Diplom in Konzert und Musiktheater ab. Bei Overmann absolvierte sie noch ein Aufbaustudium, das die Künstlerin mit dem Konzertdiplom beendete. Folgend trat die Mezzosopranistin an der Staatsoper Hannover u. a. unter der musikalischen Leitung von Konrad Junghänel und Johannes Harneit auf. Mit der Hannoveraner Produktion Al gran sole carico d’amore von Luigi Nono trat Ambrić beim Edinburgh International Festspielen auf. Am Stadttheater Bremerhaven gastierte sie in den Partien Carmen, Ulrica, Azucena, Herodias, Pythia in Melusine von Aribert Reimann und Dalila sowie als Auntie in Peter Grimes von Benjamin Britten. Ferner verkörperte sie am Staatstheater Oldenburg u. a. die Azucena in Verdis Il trovatore, die Gremgerde in der Walküre und am Opernhaus Wuppertal die Ulrica im Maskenball. Ferner sang sie an den Opernbühnen von Kiel, Magdeburg und Münster sowie im Opernchor des Theaters Augsburg.
Die Mezzosopranistin ist freischaffend im Opern- und Konzertfach tätig.
Der Richard-Wagner-Verband Bremen zeichnete 2008 die Künstlerin mit einem Stipendium aus.

## Rollenrepertoire (Auswahl)
- Gertrud in Hänsel und Gretel
- Fricka, Schwertleite und Grimgerde in Die Walküre
- Ulrica in Der Maskenball
- Azucena in Der Troubadour
- Carmen in Carmen
- Herodias in Salome
- Auntie in Peter Grimes
- Flora und Anina in La traviata
- Pythia in Melusine
- Dalila in Samson et Dalila
- La Zia Principessa in Suor Angelica